# Nesvačilka
Nesvačilka (in tedesco Neudorf) è un comune della Repubblica Ceca facente parte del distretto di Brno-venkov, in Moravia Meridionale.